# Princípio da preparação dos trabalhadores
O Princípio da preparação dos trabalhadores é um dos quatro princípios da Administração Científica segundo Frederick Winslow Taylor. 
Consiste em selecionar cientificamente os trabalhadores de acordo com suas aptidões, prepará-los e treiná-los para produzirem mais e melhor, de acordo com o método planejado, e em preparar máquinas e equipamentos em um arranjo físico e disposição racional. Pressupõe o estudo das tarefas ou dos tempos e movimentos e a Lei da fadiga.

## Outros princípios fundamentais da administração Científica
- Princípio do planejamento
- Princípio do controle
- Princípio da execução